# Совхоз Тельман
Совхо́з Те́льман (Тельман) — остановочный пункт Восточно-Сибирской железной дороги на южной линии Улан-Удэ — Наушки.
Расположен в Селенгинском районе Бурятии в 6 км северо-восточнее улуса Жаргаланта, бывшего центра совхоза им. Тельмана, и в 2 км к западу от села Средний Убукун.

## История
Станция Тельман основана в 1939 году. Введена в эксплуатацию в 1940 году.
В октябре 1964 года началось регулярное пассажирское движение поездов по маршруту Улан-Удэ — Гусиное Озеро (впоследствии Улан-Удэ — Наушки).
Пригородное движение поездов по маршруту Улан-Удэ — Загустай (реформированный Улан-Удэ — Наушки) по южной ветке ВСЖД отменено в 2014 году.

## Дальнее следование по остановочному пункту
| № поезда | Маршрут движения | № поезда | Маршрут движения |
| -------- | ---------------- | -------- | ---------------- |
| 361      | Наушки — Иркутск | 362      | Иркутск — Наушки |